# Don Brewer
Don Brewer (3. září 1948 Flint, Michigan) je bubeník americké rockové skupiny Grand Funk Railroad.

## Mládí
Brewer se narodil ve městě Flint, Michigan 3. září 1948 a absolvoval Swartz Creek High School.

## Raná kariéra
Brewer hrál již ve dvanácti letech ve své první skupině zvané The Red Devils. Poté se připojil ke skupině "Jazzmasters", kde hrál na bicí a zpíval. V roce 1964 Brewer společně s bývalým disc-jockeyem Terry Knightem a baskytarisou Herm Jacksonem, kytaristou Curte Johnsonem a klávesistou Bobby Caldwellem založili formaci Terry Knight and the Pack. V roce 1967, po odchodu Johnsona z Terry Knight and the Pack, nastoupil nový kytarista Mark Farner.

## Grand Funk Railroad
V roce 1968 Brewer opustil společně s Markem Farnerem skupinu Terry Knight, spojili se s Mel Schacherem a založili Grand Funk Railroad. Terryho Knighta si najali jako managera. V roce 1973 Grand Funk vydali album "We're an American Band", obsahující hit "We're An American Band". Tato skladba, napsaná Brewerem, se stala jejich prvním singlem, který dosáhl pozice #1 v hitparádě. Od té doby byla píseň nahrána mnohými umělci. Vedle hry na bicí v Grand Funk, Brewer často zpíval sólově v mnoha skladbách. Je to zřejmé třeba v první a třetí sloce písně "Some Kind Of Wonderful". Brewer zpíval ve skupině vedoucí vokál jako baryton, zatímco Mark Farner jako tenor.
V roce 1977, po prvním rozpadu Grand Funk, Brewer a bývalí spoluhráči z Grand Funk, Mel Schacher a Craig Frost založili novou skupinu, která se jmenovala "Flint" a před svým rozpadem vydala jediné album. V roce 1981 Brewer a Farner znovuoživili Grand Funk a jejich album dobylo žebříček časopisu Billboard. O dva roky později se znovu rozešli a Brewer se připojil k Bob Seger's Silver Bullet Band. Působil též v dalších hudebních projektech, včetně produkce pro skupinu The Godz. V roce 1996 se Brewer, Schacher a Farner znovu sešli ve skupině Grand Funk. Farner se na konci roku 1998 rozhodl opustit skupinu a věnovat se sólové kariéře. V roce 2000 se Brewerovi a Schacherovi přidali zpěvák Max Carl, bývalý člen Kiss kytarista Bruce Kulick a klávesista Tim Cashion.

## Ostatní
Brewer se účastnil v projektu Classic Rock Drum Solos, sólem na bicí z koncertu, kdy Grand Funk Railroad hráli na zcela zaplněném stadionu Shea Stadium. V roce 2000 byl Don časopisem Modern Drummer označen jako jeden z nejvlivnějších bubeníků v historii rocku. V roce 2006 se Brewer připojil k Silver Bullet Band na jejich červencové turné a hrál s nimi poprvé od jejich turné v roce 1983.